# Dorstone Castle

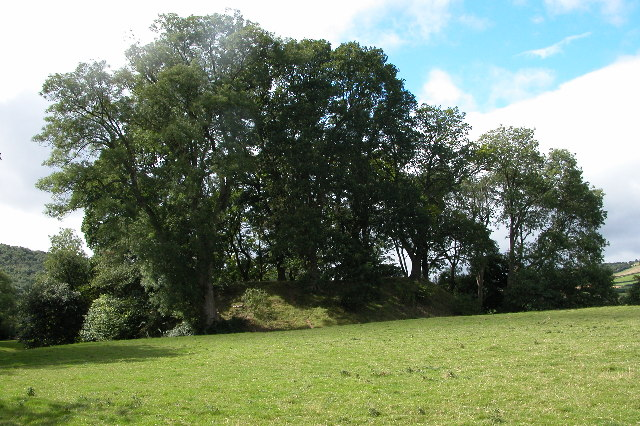
Erdwerke von Dorstone Castle

Dorstone Castle ist eine abgegangene Burg im Dorf Dorstone, etwa 10 km östlich von Hay-on-Wye in der englischen Grafschaft Herefordshire.

## Motte
Es handelte sich um eine Motte, die vermutlich aus dem 12. Jahrhundert stammt, als das Anwesen der Familie De Sollers gehörte.

## Befestigung gegen Owain Glyndŵr
1403 übertrug König Heinrich IV. die Burg Walter Fitzwalter, 5. Baron Fitzwalter, der sie gegen die walisischen Rebellen von Owain Glyndŵr befestigen sollte.
Danach ging Dorstone Castle durch viele Hände. Lady FitzWalter starb um 1422 und später gehörte die Burg Richard de la Mare und dann der Familie Lyster, die sie an Morgan Aubrey verkaufte. 1780 kaufte sie die Familie Cornewall aus dem nahegelegenen Dorf Moccas.
Heute sich von der Burg nur noch die Erdwerke erhalten.